# Amusement Machine Show
L'Amusement Machine Show ou AM Show (également appelé JAMMA Show, ou JAMMA AM Show, parfois JAMMA Arcade Show) est un salon international du jeu d'arcade, du divertissement et des loisirs interactifs. Il se déroule tous les ans à Tōkyō au Japon,.

## Description
L'AM Show se déroule tous les ans à Tōkyō sur plusieurs jours. Certains jours sont réservés au public et d'autres aux professionnels.

## Organisation
- Japan Amusement Machinery Manufacturers Association (JAMMA)
- Japan Amusement Park Equipment Association (JAPEA)